# 2-methylbutan-1-ol
2-methyl-1-butanol is een organische verbinding met als brutoformule C5H12O. De stof komt voor als een licht-ontvlambare kleurloze vloeistof met een fruitige geur, die goed oplosbaar is in water en aceton. Het is een van de structuurisomeren van pentanol. 2-methyl-1-butanol wordt voornamelijk gebruikt als organisch oplosmiddel. De stof kan gewonnen worden uit foezelolie, die van nature voorkomt in onder andere druiven.
Het koolstof-atoom met de meyhylgroep draagt vier verschillende substituenten: de verbinding is chiraal. Het dankt hier ook zijn triviale naam, actieve amylalcohol (actief is hier: optisch actief), aan

## Toxicologie en veiligheid
2-methyl-1-butanol is irriterend voor de ogen, de huid en de luchtwegen. Als deze vloeistof wordt ingeslikt en daarna in de luchtwegen terechtkomt, kan longoedeem ontstaan. De stof kan effecten hebben op het centraal zenuwstelsel.